# Шаји сир Армансон
Шаји сир Армансон (фр. Chailly-sur-Armançon) насеље је и општина у источном делу централне Француске у региону Бургоња, у департману Златна обала која припада префектури Бон.
По подацима из 2011. године у општини је живело 255 становника, а густина насељености је износила 13,67 становника/km². Општина се простире на површини од 18,65 km². Налази се на средњој надморској висини од 380 метара (максималној 522 m, а минималној 351 m).

## Демографија
| 1962. | 1968. | 1975. | 1982. | 1990. | 1999. | 2011. |
| ----- | ----- | ----- | ----- | ----- | ----- | ----- |
| 306   | 310   | 245   | 231   | 193   | 201   | 255   |

График промене броја становника у току последњих година